# Amycus pertyi
Amycus pertyi là một loài nhện trong họ Salticidae.
Loài này thuộc chi Amycus. Amycus pertyi được Eugène Simon miêu tả năm 1900.